# Acerentomon aceris
Acerentomon aceris är en urinsektsart som beskrevs av Josef Rusek 1965. Acerentomon aceris ingår i släktet Acerentomon och familjen lönntrevfotingar. Inga underarter finns listade i Catalogue of Life.